# Nedim Buza
Nedim Buza (Visoko, 10 mei 1995) is een Bosnisch basketballer.

## Carrière
Buza maakte zijn debuut als profbasketballer in zijn thuisland bij Spars Sarajevo, waarvoor hij twee seizoenen zou uitkomen. In 2015 werd Buza geselecteerd voor de Nike Hoop Summit. In juni 2015 tekende hij een contract bij Telenet Oostende. Met deze ploeg won hij in 2016 de Belgische beker en werd hij Belgisch landskampioen. Ook het seizoen erop won hij opnieuw beide competities. Vanaf 2019 speelde Buza voor OKK Spars in zijn thuisland. Na een korte tussenstap bij Čelik Zenica komt hij vanaf het seizoen 2022-2023 terug uit voor OKK Spars. 
In 2015 nam Buza met het Bosnisch basketbalteam deel aan het Europees kampioenschap basketbal mannen 2015 waar ze op de 23e plaats eindigden.

## Palmares
- 4x Belgisch landskampioen: 2016, 2017, 2018, 2019
- 3x Beker van België: 2016, 2017, 2018
- 3x Supercup van België: 2015, 2017, 2018
- 1x Bosnische bekerwinnaar: 2020